# Mühlenfließ
Mühlenfließ è un comune di 932 abitanti del Brandeburgo, in Germania.

Appartiene al circondario (Landkreis) di Potsdam-Mittelmark (targa PM) ed è parte della comunità amministrativa (Amt) di Niemegk.

## Geografia antropica
Il comune di Mühlenfließ è suddiviso nelle frazioni (Ortsteil) di Haseloff-Grabow, Nichel, Niederwerbig e Schlalach, e comprende le località abitate (Bewohnter Gemeindeteil) di Grabow, Haseloff e Jeserig e il nucleo abitato (Wohnplatz) di Ziegelei.